# 李寰

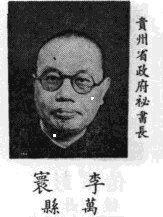

李寰（1896年—1989年），四川万县安乐乡人。6岁入私塾，1912年考入县立中学，1916年，以甲等第一名的成绩毕业，次年春入北京民国大学，同年加入中华革命党，随即考入北京大学预科。五四运动中，曾被北洋政府军警监视。在北大政治系毕业后，欲启程留学美国威斯康星大学，因突发肺病而罢。1924年，李寰返万养病，忽奉省令出任万县县立中学校长。同年应万县各界推举，起草呈北京临时政府电文，请求依照中英续议通商行船条约开放万县为通商口岸，县商埠督办公署成立后，李寰任顾问兼县及商埠教育局长，统筹万县城乡文教事业。他主持创建县公立图书馆、女子中学、通俗图书馆和多所市立小学等文化教育设施。杨森兼任商埠局总办时，他任坐办，积极鼓动、协助杨森开展市政建设。商埠局改为市政府后，他任市政府秘书长。1928年，杨森兵败离开万县，李寰弃职随之。1929年4月，李寰赴日本考察市政教育，并购回多部中国绝版古籍书。同年秋，被杨森委任为二十军驻南京办事处少将主任。1941年，又被国民政府任命为蒙藏委员会委员，致力于新疆问题研究，所著《新疆研究》、《新疆诗文辑粹》出版。1945年，李寰随杨森任贵州省政府秘书长。1948年，杨森调任重庆市市长，李寰任重庆市政府秘书长。期间，他当过国大代表，期中救过共产党党员向燮生、成征一、向云勉等人。
1949年12月李寰乘飞机去台湾，晚年著有《孔学通诠》、《万县文献徴存》等书。1989年3月在台湾病故，享年93岁。